# کاراواته
کاراواته (به ایتالیایی: Caravate) یک کومونه در ایتالیا است که در استان وارزه واقع شده‌است.

## خصوصیات
کاراواته ۵٫۱ کیلومترمربع مساحت و ۲٬۵۹۰ نفر جمعیت دارد و ۲۹۶ متر بالاتر از سطح دریا واقع شده‌است.